# 錫安主義聯盟
錫安主義聯盟（希伯來語：‎）是以色列的一個中間偏左的政黨聯盟，由以色列工黨和運動於2014年12月組成，合組名單參與2015年3月17日舉行的第二十屆國會選舉。

## 沿革
工黨和運動黨於2014年12月10日同意合組一張名單參與來屆選舉 ，將中間偏左陣營的候選人集中起來，打算領導第34屆政府。運動黨黨魁齊皮·利夫尼表示，希望其他政黨加入聯盟。利夫尼和工黨黨魁伊萨克·赫尔佐克起初說，若錫安主義聯盟獲得足夠議席領導下屆政府，二人會輪流出任總理：四年任期中，由赫爾佐克擔任首兩年總理，利夫尼負責餘下兩年任期 ，但利夫尼於選舉前一日表示，赫爾佐克將完成四年總理任期。
名單中排第11的曼努爾·特拉登伯格是聯盟的財政部長人選。阿摩司·雅德林雖然並非國會候選人，但他是聯盟的國防部長人選。綠色運動的一名成員以運動黨黨員身份，參加錫安主義聯盟名單出選。
錫安主義聯盟於2015年國會選舉取得24個議席，不足以領導政府。

## 政綱
錫安主義聯盟主力關注的事項包括改善經濟（如住屋問題和貧富差距）、與巴勒斯坦人重新開始談判，以及與美國政府修好。

## 外部連結
- 官方网站 （希伯来文）
- 錫安主義聯盟的Facebook專頁 （希伯来文）
- 錫安主義聯盟的X（前Twitter） （英文）